# Bundesstraße 54

Curso de la Carretera Federal B 54

La Bundesstraße 54 (literalmente: Carretera Federal 54 - abreviación: B 54) es una Bundesstraße transcurre desde la frontera con Países Bajos por Gronau continuando hasta la A 35 (NL) por la ribera derecha de Renania del Norte-Westfalia, al este Ruhrgebiet (Dortmund, Unna, Hagen), Siegen atravesando Hesse por Limburgo y sobre en el centro de capital hesse de Wiesbaden.

## Enlaces
- Wikimedia Commons alberga una categoría multimedia sobre Bundesstraße 54.

- Datos: Q47968
- Multimedia: Bundesstraße 54 / Q47968